# Avenida da Vitória
A Avenida da Vitória (em romeno: Calea Victoriei) é uma das principais artérias do centro de Bucareste, a capital da Roménia. Vai desde o Cais da Independência (Splaiul Independenței; que se estende ao longo da margem do rio Dâmbovița), em direção a norte, até à Praça da Revolução; daí segue para noroeste, até à Praça da Vitória onde a Șoseaua Kiseleff (Estrada ou Calçada Kiseleff) lhe dá continuidade a norte.
A avenida é uma zona comercial de luxo, onde há numerosas lojas de moda, boutiques de arte, cafés e restaurantes.

## História
Inicialmente conhecida como Ulița Mare (Rua ou Via Larga) ou Drumul Brașovului (Estrada ou Caminho de Brașov), a avenida fazia parte da rota comercial entre Bucareste e Brașov, na Transilvânia.
Em 1692, o príncipe da Valáquia Constantino Brâncoveanu pavimentou a estrada com madeira e regularizou-a parcialmente, fazendo-a passar pelos domínios dos Bălăceni, dos mosteiros de São João e de Zlătari e dos Cantacuzinos, até ao Mosteiro de Sărindari, passando a ser conhecida como Podul Mogoșoaiei (literalmente: "ponte Mogoșoaia, uma estrada pavimentada em madeira), pois ligava o centro de Bucareste ao Palácio de Mogoșoaia de Brâncoveanu. Nesse tempo, a maior parte das estradas dos Bálcãs ficavam cheias de lama na primavera e outono e a madeira impedia isso, pelo que a estrada foi uma das obras mais importantes na área e tornou-se um dos orgulhos dos habitantes de Bucareste. A área junto à estrada tornou-se a área mais elegante da cidade e em 1775 havia 35 casas de boiardos à beira da estrada. A Podul Mogoșoaiei foi a primeira rua de Bucareste a ter iluminação pública noturna, a partir de 1814.
Devido à madeira não ser um material muito resistente, a estrada estava frequentemente em mais estado, não obstante ter sido reparada em várias ocasiões, nomeadamente em 1793 e 1814. Durante a ocupação russa dos Principados do Danúbio, na sequência da Guerra Russo-Turca de 1828–1829, o governador russo Pavel Kiseleff estendeu para norte a Podul Mogoșoaiei. Essa extensão é hoje chamada Șoseaua Kiseleff. Em 1842 a estrada foi empedrada e mais tarde foi asfaltada.
A estrada foi batizada com o nome atual em 12 de outubro de 1878, a seguir à vitória romena na Guerra de Independência.

## Monumentos e outros edifícios notórios
Entre os principais edifícios e monumentos destacam-se os seguintes (de norte, desde a  Praça da Vitória, para sul):
- Palácio Cantacuzino 44° 26' 55" N 26° 5' 18" E, onde funciona o Museu George Enescu. Foi construído em 1902 em estilo barroco francês e art nouveau.
- Casa Dissescu 44° 26' 55" N 26° 5' 21" E, edifício de estilo eclético construído em 1860. Após ter sido adquirido pelo político, advogado e professor de direito Constantin Dissescu foi reconstruído entre 1905 e 1912. Após 1932 teve várias funções institucionais e governamentais. Desde 1967 que nele funciona a sede do Instituto de História de Arte George Oprescu (Institutul de Istoria Artei George Oprescu) da Academia Romena.[6]
- Casa Vernescu 44° 26' 50.4" N 26° 5' 22.5" E, edifício de estilo eclético francês construído cerca de 1820. O primeiro proprietário foi Filip Lenș, um boiardo que foi ministro do principado. Após a sua morte foi a sede do Ministério da Guerra e em 1886 foi adquirido por Guta Vernescu, um político que contratou o arquiteto Ion Mincu para o restaurar entre 1887 e 1889. O interior foi decorado pelo pintor George Demetrescu Mirea. Embora pertença ao Estado romeno, desde 1990 que a Casa Vernescu é administrada pela União dos Escritores da Roménia, que a usa gratuitamente e ali instalou a sua sede em 2013, após ter sido forçada a entregar a Casa Monteoru aos herdeiros. Desde 1993 que no piso térreo funciona um restaurante de luxo, um dos mais elegantes de Bucareste e pouco depois uma parte do edifício foi transformado no Casino Palace Bucareste. As rendas do restaurante e do casino são usadas para financiar a União dos Escritores,[7][8] que também ali mantém uma galeria de arte.[9]
- Sede da Academia Romena 44° 26' 46" N 26° 5' 24" E, ocupa três edifícios rodeados de jardins. O projeto da sede, que não chegou a ser completamente realizado, foi concluído em 1886. A academia instalou-se nos primeiros edifícios em 1890, mas em 1913 chegou-se à conclusão que era necessária uma ampliação, tendo sido elaborado outro projeto para esse fim, que também não foi concluído. Mais tarde, o arquiteto Duiliu Marcu concebeu um novo projeto, do qual apenas foi realizado a biblioteca, construída em 1936–1937.[10]
- Igreja de São Nicolau Tabacu  (Biserica Sfântul Nicolae Tabacu) 44° 26' 47.4" N 26° 5' 27.8" E, construída provavelmente cerca de 1800, foi restaurada em 1864,  1890, 1898, 1902 e depois dos sismos de 1940 e 1977, que lhe causaram grandes estragos. Substituiu uma igreja de madeira do século XVII, que foi reconstruída em 1710.[11]

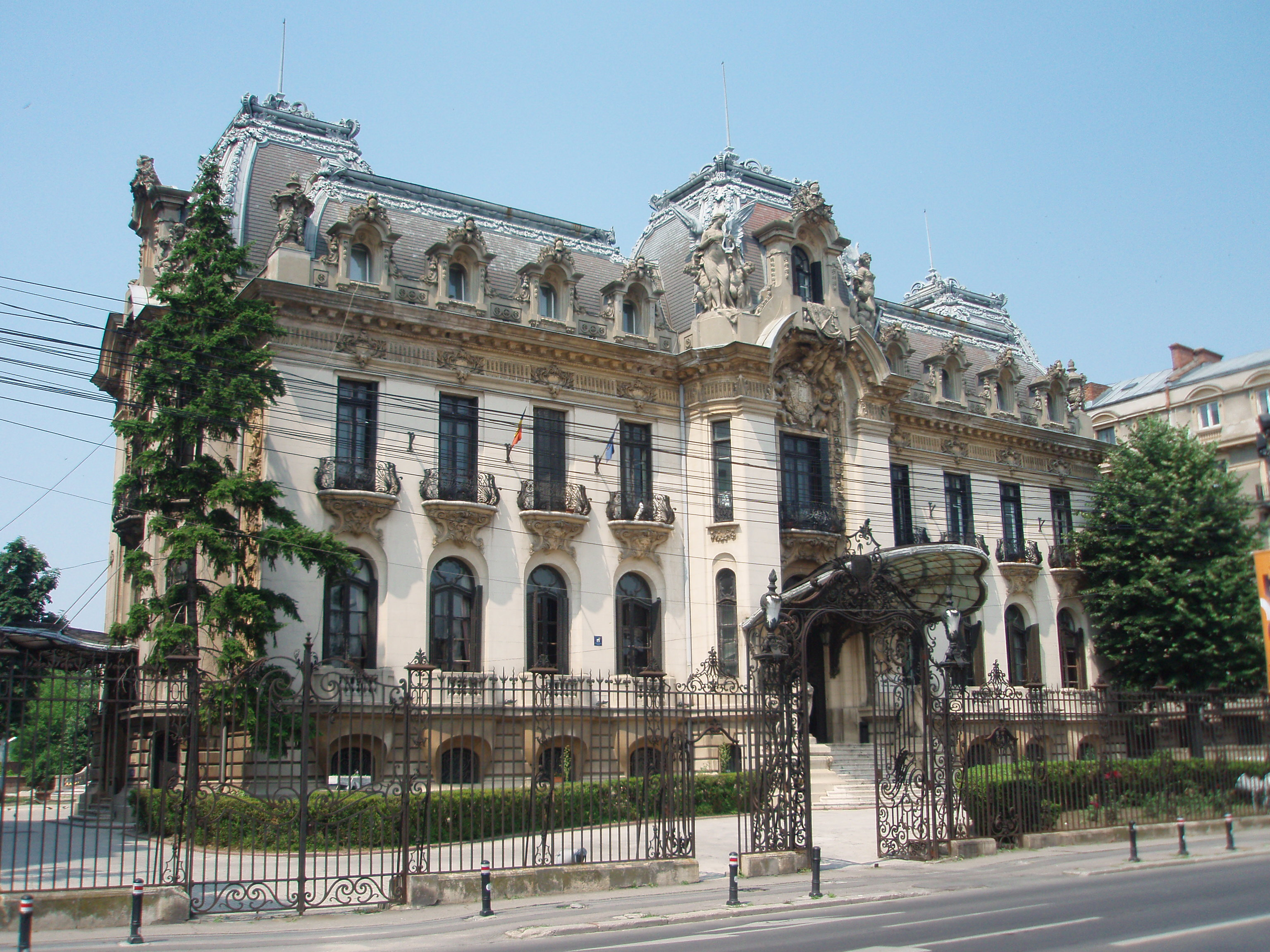
Palácio Cantacuzino (Museu George Enescu)
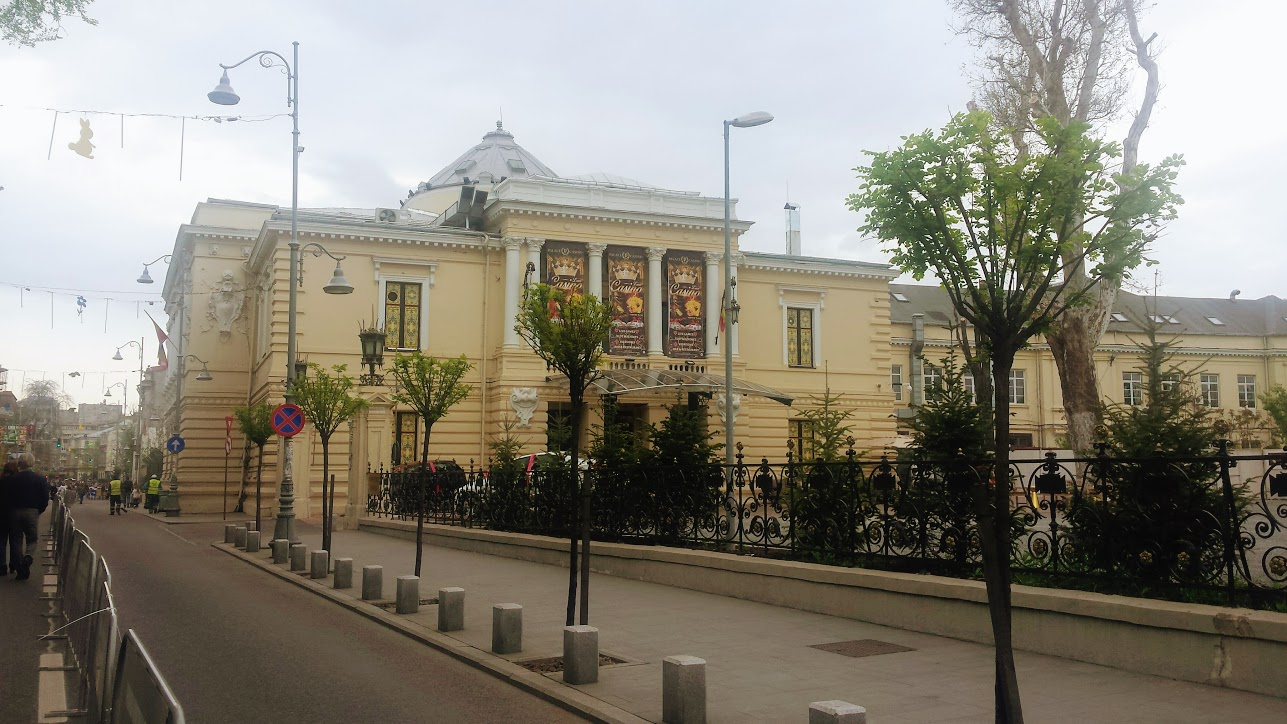
Casa Vernescu (Casino Palace)
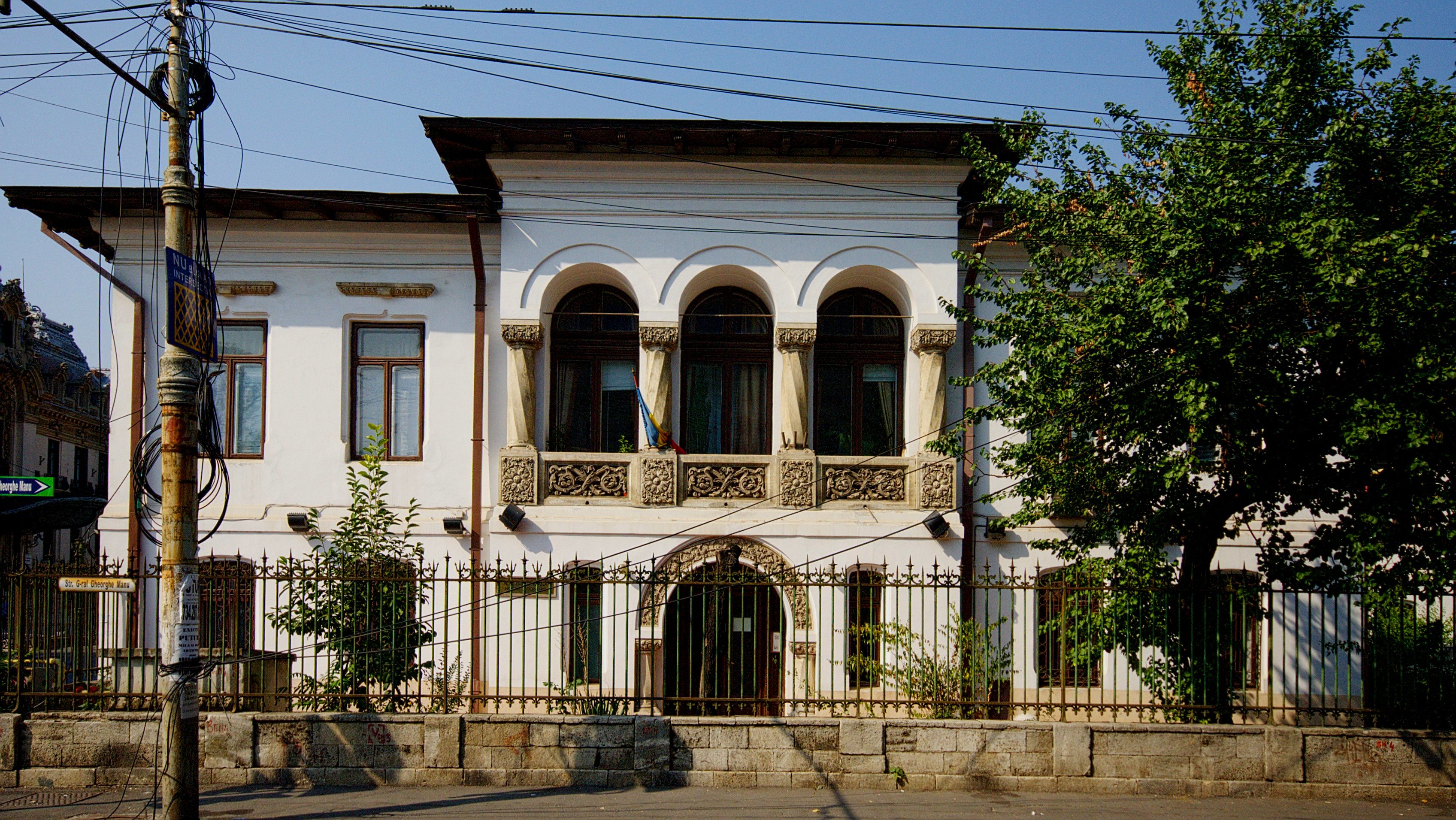
Casa Dissescu (Instituto de História de Arte George Oprescu)
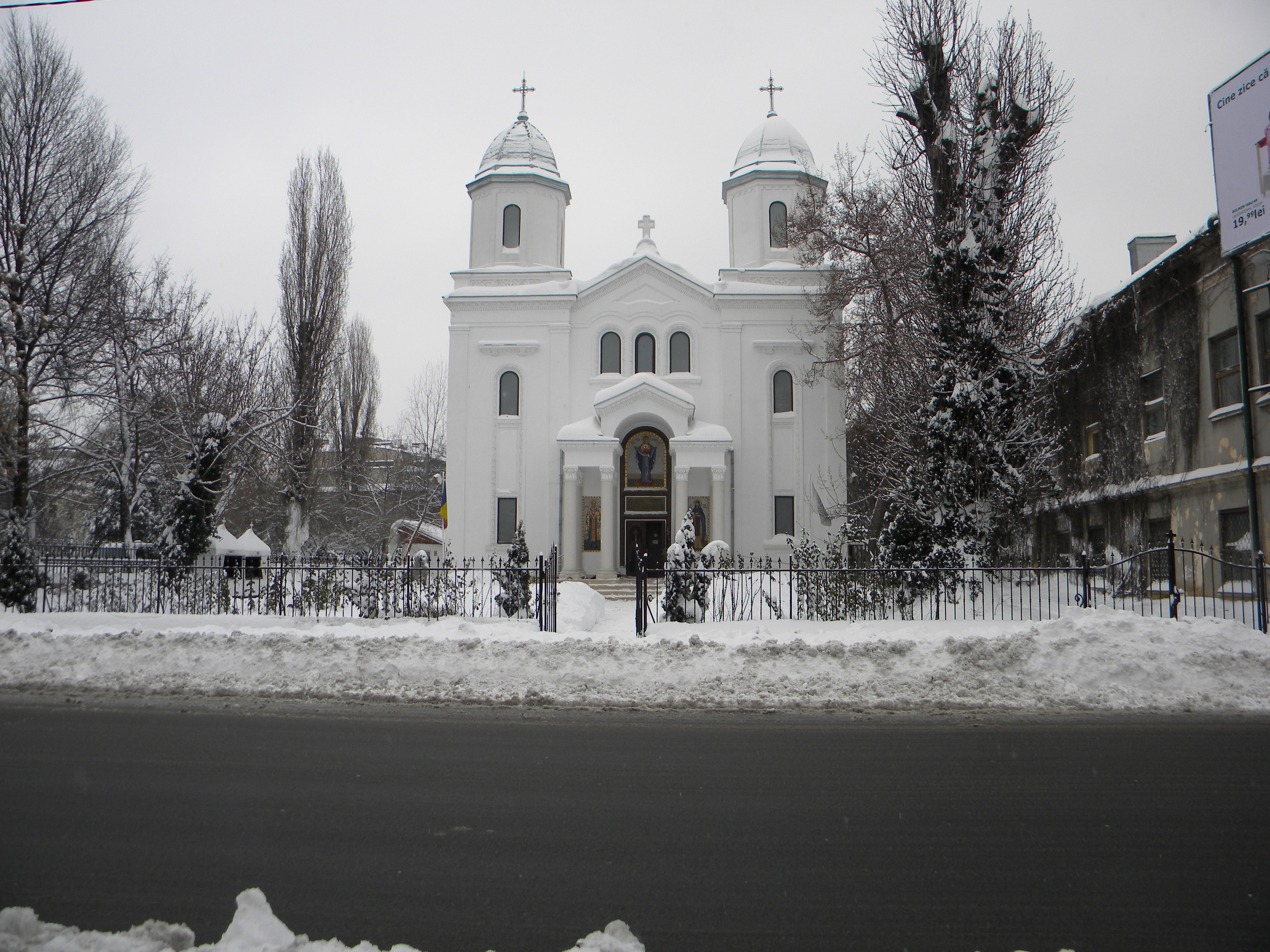
Igreja de São Nicolau Tabacu

- Casa Cesianu (antiga Legação Alemã), também conhecida como Casino Victoria e Teatro de Revista Constantin Tănase (Teatrul de Revistă Constantin Tănase) 44° 26' 44.6" N 26° 5' 27.8" E, é um edifício de estilo eclético construído na segunda metade do século XIX. Em 1880 foi ali instalada a embaixada alemã na Roménia, 11 dias depois do reconhecimento da independência romena nesse mesmo ano. Em agosto de 1944, na sequência da derrota alemã na Roménia, os alemães foram desalojados. Posteriormente o edifício foi um teatro e após 1989, um casino. Em 2006, foi adquirido pelo governo alemão para lá ser instalado o Instituto Goethe, o que não chegou a concretizar-se. Em 2017 foi adquirido por um promotor imobiliário belga que pretende transformá-lo num complexo de escritórios.[12] Na Avenida da Vitória há outro edifício homónimo, também classificado como monumento histórico, pertencente à família Cesianu.[13]
- Casa Monteoru 44° 26' 42.1" N 26° 5' 26.3" E, construída em 1874 e adquirida em 1883 pelo empresário e político Grigore Constantinescu-Monteoru, cuja herdeira é a atual dona. É uma das primeiras residências da alta burguesia que marcaram a imagem de Bucareste do final do século XIX. Entre 1948 e 2013 foi a sede da União dos Escritores da Roménia (Uniunea Scriitorilor din Romania).[14] Em 2015 foi inaugurado um restaurante no jardim.[15]
- Palácio Romanit 44° 26' 41" N 26° 5' 29" E, onde está instalado o Museu das Coleções de Arte. Foi construído no início do século  e em meados desse século, quando era a sede do Ministério das Finanças, foi ampliado com duas alas laterais, que lhe deram a forma atual em U.
- Palácio Știrbei 44° 26' 38" N 26° 5' 31" E, construído em 1835 por Barbu Știrbei, que depois foi príncipe da Valáquia. Atualmente é o Museu da Cerâmica e do Vidro.
- Igreja Branca (Biserica Albă) 44° 26' 31.4" N 26° 5' 41.3" E, um templo ortodoxo romeno reconstruído em 1827 sobre as ruínas dum igeja da primeira década do século XVIII. Destaca-se a iconóstase, uma obra de grande valor artístico. É uma obra de meados do século XVIII, com rica decoração escultórica em madeira.[16]
- Ateneu Romeno 44° 26' 29" N 26° 5' 50" E, sala de concerto que é um dos marcos nacionais da Roménia. Inaugurado em 1888 ou 1889, é de estilo neoclássico e eclético e é a sede da Orquestra Filarmónica George Enescu.[17][18]

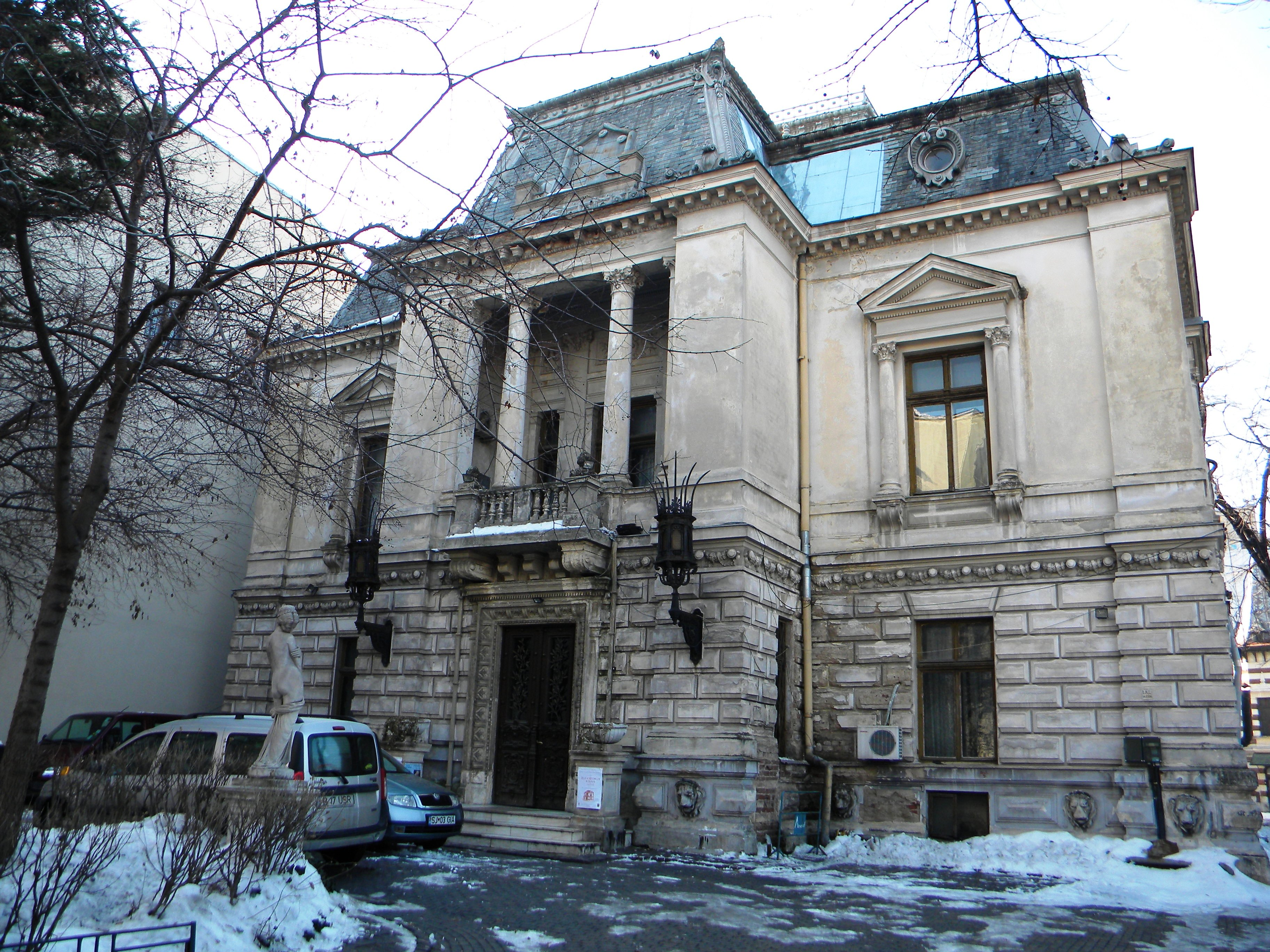
Casa Monteoru
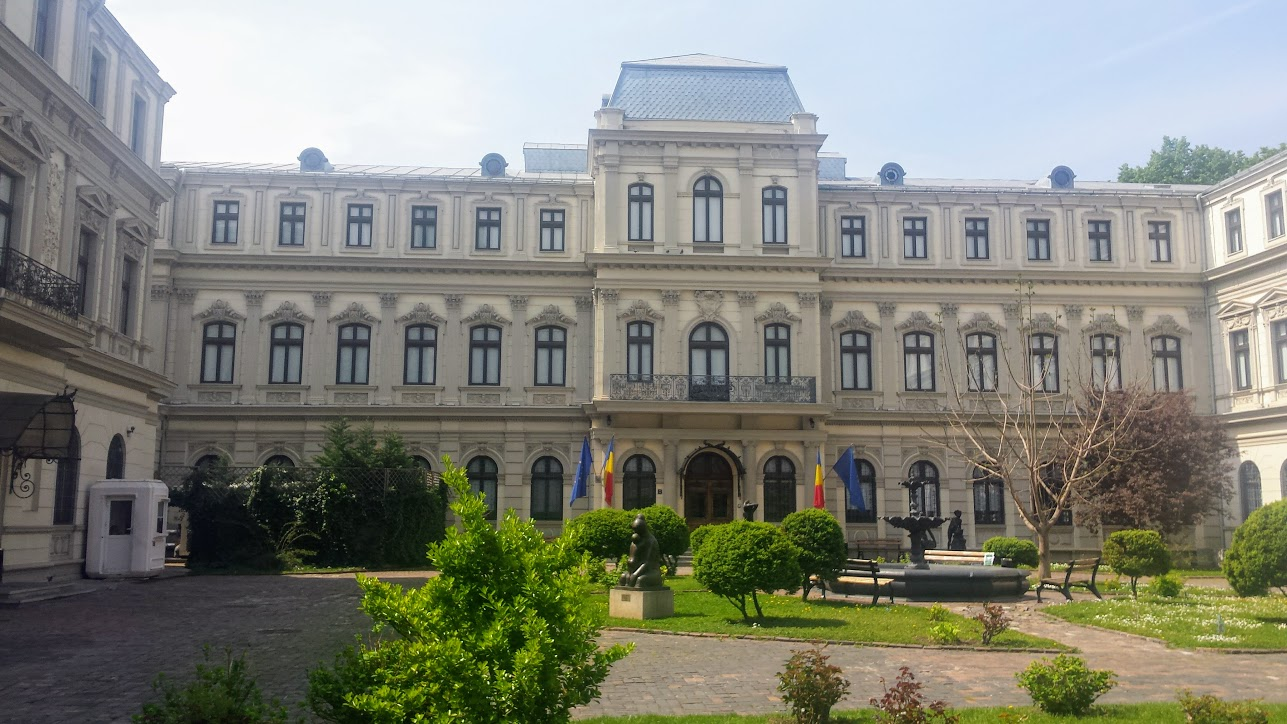
Palácio Romanit (Museu das Coleções de Arte)
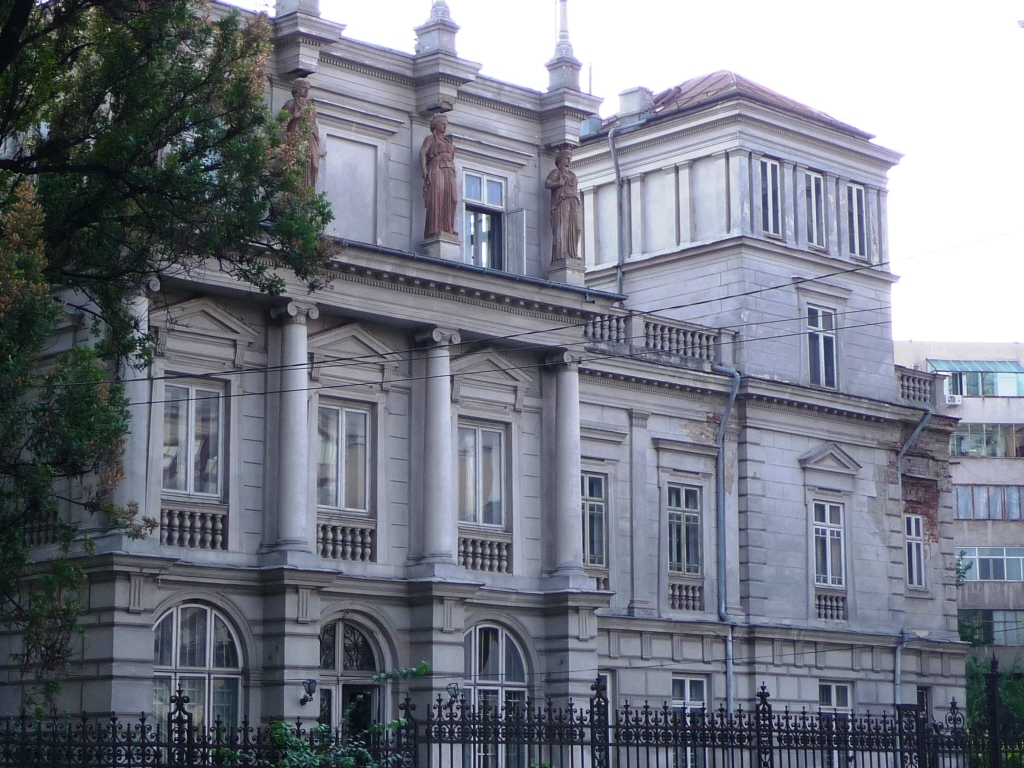
Palácio Știrbei (Museu da Cerâmica e do Vidro)
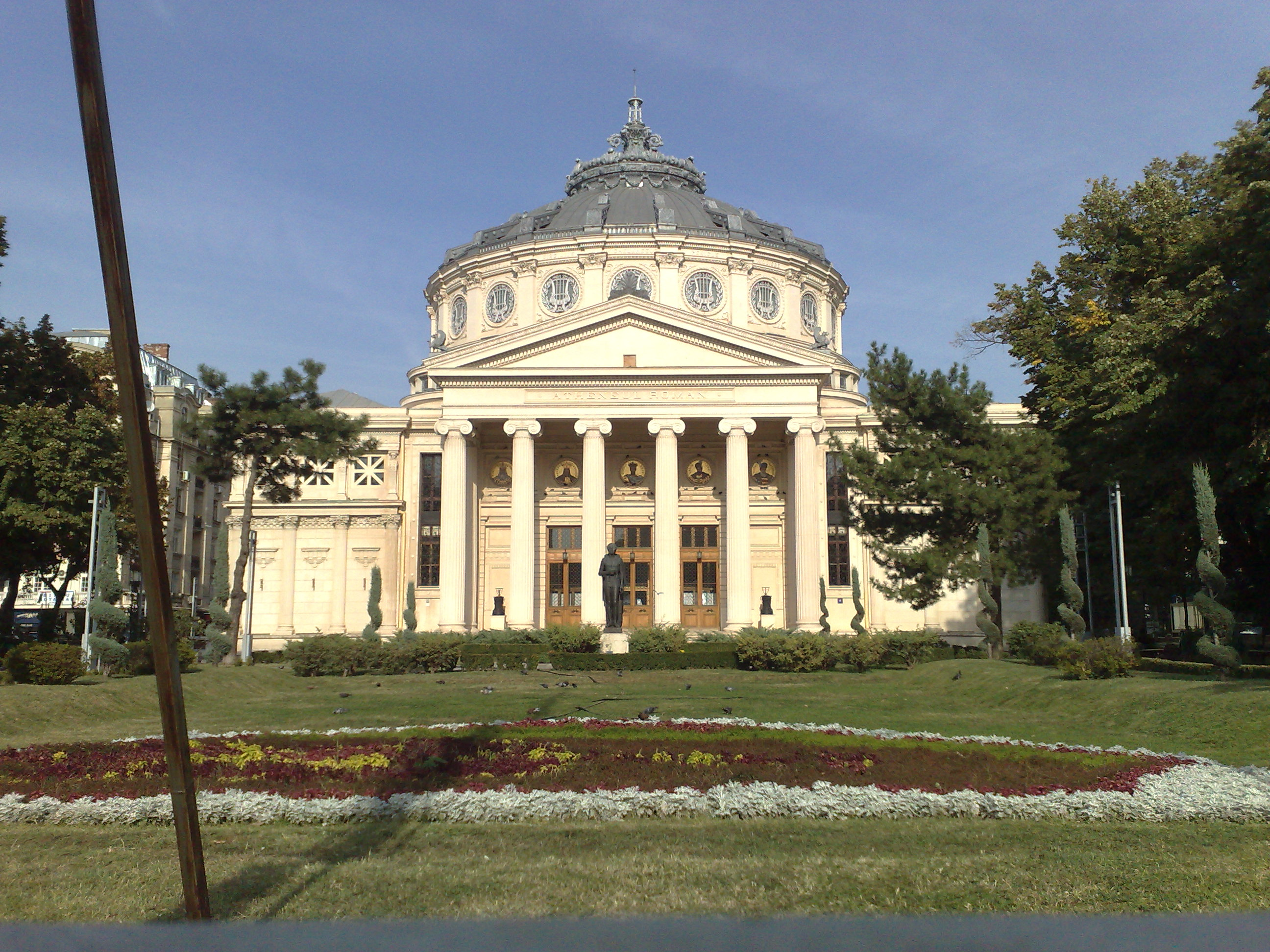
Ateneu Romeno

- Praça da Revolução (Piața Revoluției) 44° 26' 19" N 26° 5' 51" E, originalmente chamada Praça do Palácio (Piața Palatului), por nela se situar o Palácio Real, a residência dos reis da Roménia, durante a era comunista foi rebatizada Praça Gheorghe Gheorghiu-Dej. Durante a Revolução Romena de 1989 foi palco de confrontos e manifestações contra o regime do ditador Nicolae Ceaușescu, o que contribuiu para que o nome fosse mudado para o atual. Nela se situam, além do palácio real, atualmente ocupado pelo Museu Nacional de Arte da Roménia), a  Biblioteca da Universidade de Bucareste, a Igreja Crețulescu, o Hotel Athénée Palace, o Memorial do Renascimento (Memorialul Renașterii), a estátua equestre do rei Carlos II, o monumento a Iuliu Maniu, o busto de Corneliu Coposu e o Palácio do Senado  (Palatul Senatului), a antiga sede do Comité Central do Partido Comunista Romeno e atualmente a sede do Ministério do Interior. Ver artigo da praça para mais detalhes sobre os monumentos ali situados.
- Grand Hotel Continental 44° 26' 13.4" N 26° 5' 52.5" E, construído em 1886 onde antes se erguia o Grand Hotel Brofft, inaugurado em 1860 ou 1868. Como o seu antecessor, o Grand Hotel Continental foi um dos hotéis mais luxuosos de Bucareste do seu tempo. Após ter sido renovado, reabriu em 2010 como hotel de luxo.[19][20][21]
- Palácio dos Telefones (Palatul Telefoanelor) 44° 26' 11" N 26° 5' 51" E, um edifício art déco inaugurado em 1934 como sede da companhia nacional de telefones e atualmente sede da Telekom Romania. Até aos anos 1970 foi o edifício mais alto de Bucareste (com 52,5 m de altura) e foi o primeiro do país com estrutura de aço. Inspirado nos arranha-céus de Nova Iorque,[22] é considerado um dos símbolos da modernidade e vitalidade económica do período entreguerras na Roménia.[23] Foi renovado entre 1995 e 2005.[24]
- Teatro Odeon (Teatrul Odeon) 44° 26' 9" N 26° 5' 55" E, construído em 1911 para sede do Teatro de Comédia do Teatro Nacional da Roménia. Além do teatro, o edifício incluía o Hotel Majestic e um bloco de apartamentos. Na década de 1930 o teatro foi ampliado sendo dotado de mais uma sala. Em 1945 foi destruído por bombardeamentos, tendo sido depois reconstruído, passando a ser uma livraria. O Hotel Majestic foi encerrado na década de 1960 e reaberto na década seguinte. Em 1974 a antiga sala do Teatro de Comédia voltou a ter as funções iniciais, com o nome de Majestic, passando a ser a sede da companhia de teatro Giuleşti, fundada em 1946. Em 1990 o nome foi mudado para o atual e o edifício do teatro foi completamente renovado em 2002.[25]
- Teatro de revista Constantin Tănase (Teatrul de revistă Constantin Tănase) 44° 26' 8.2" N 26° 5' 51.9" E, sede da mais famosa companhia romena de teatro de revista, fundada em 1919 com o nome de Companhia Cărăbuș. O teatro funcionou noutros locais, tendo-se estabelecido no atual edifício em 1990.
- Casa Capșa 44° 26' 7.5" N 26° 5' 53.2" E, um restaurante histórico aberto em 1852 como confeitaria, que em várias fases da sua história incluiu também um hotel. O café, aberto em 1891, foi um importante local de encontro de artistas e intelectuais e a sua simplicidade contrastava com o luxo da confeitaria e restaurante. O hotel chegou a ser considerado um dos melhores hotéis do mundo na primeira década do século XX e nele foram hóspede várias celebridades mundiais da política e das artes,[26][27][28][29][30] como o imperador austríaco Francisco José, o rei Milan I da Sérvia, o presidente francês Raymond Poincaré, a dançarina Josephine Baker ou o general francês Joffre, em honra de quem a Casa Capșa criou um bolo de chocolate com o seu nome (em romeno: jófră) que é famoso internacionalmente.[27][28][31] O hotel reabriu em 2003.[26]

Museu Nacional de Arte da Roménia (antigo palácio real), na Praça da Revolução
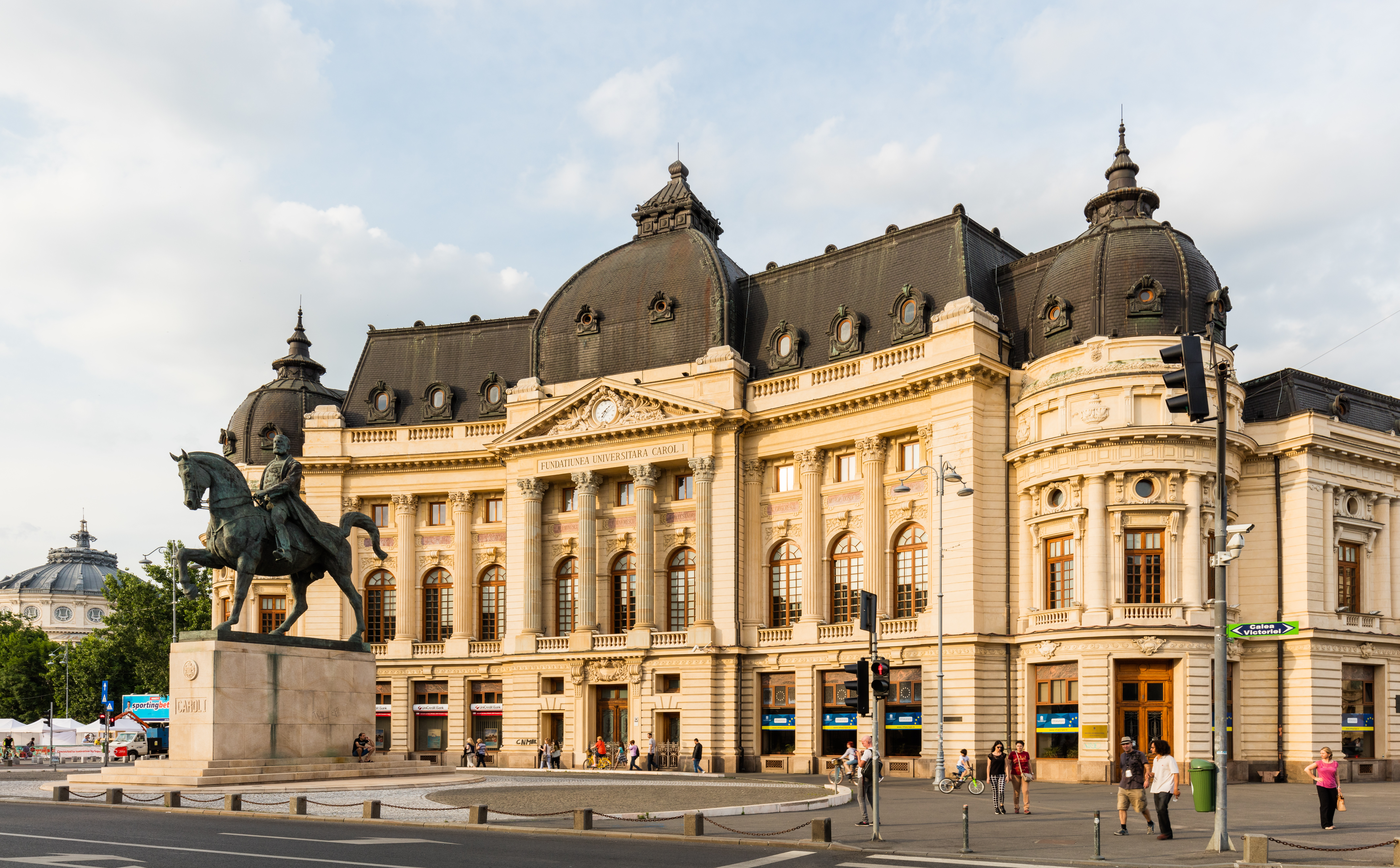
Biblioteca da Universidade de Bucareste e estátua do rei Carlos II
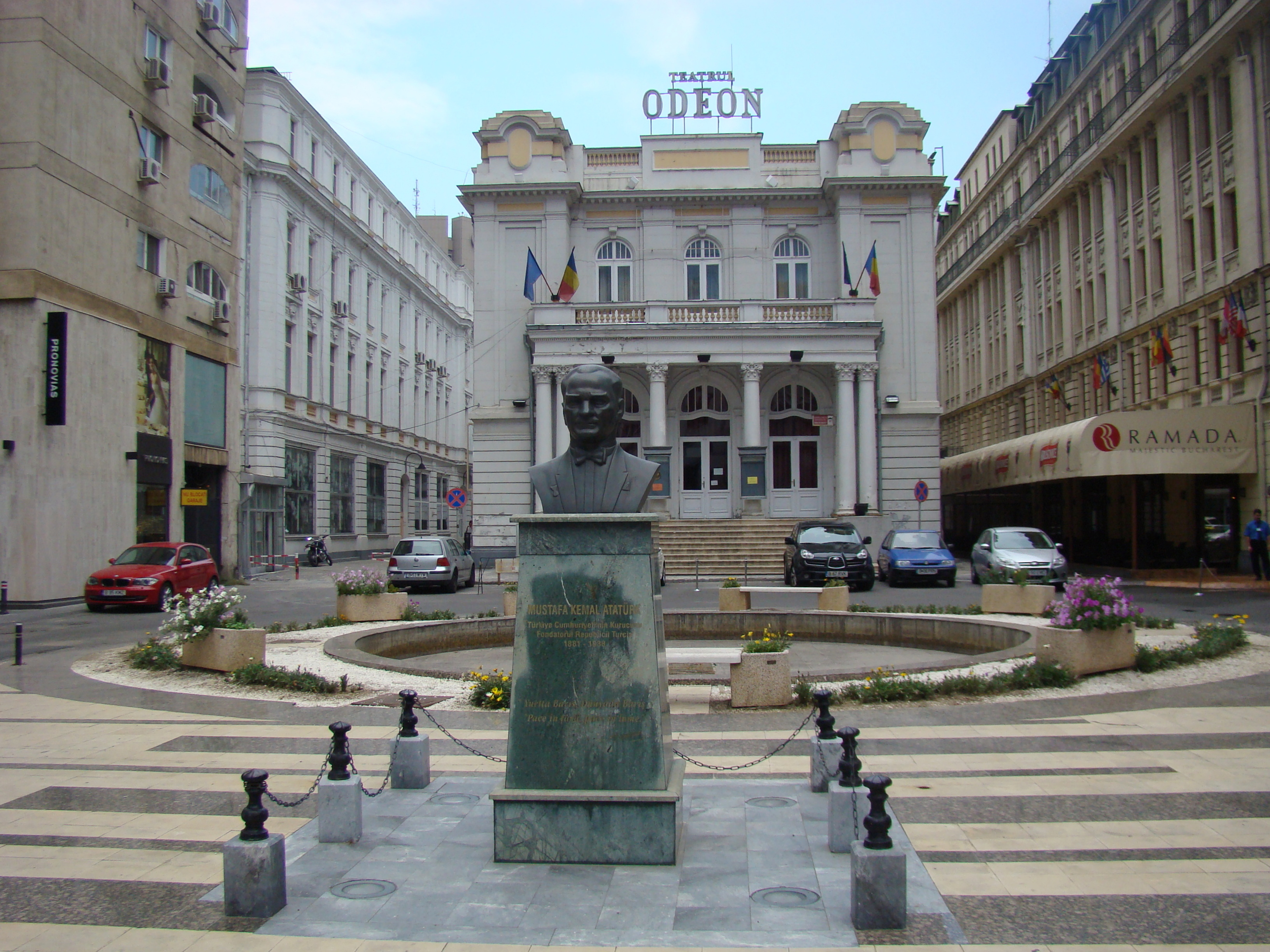
Teatro Odeon
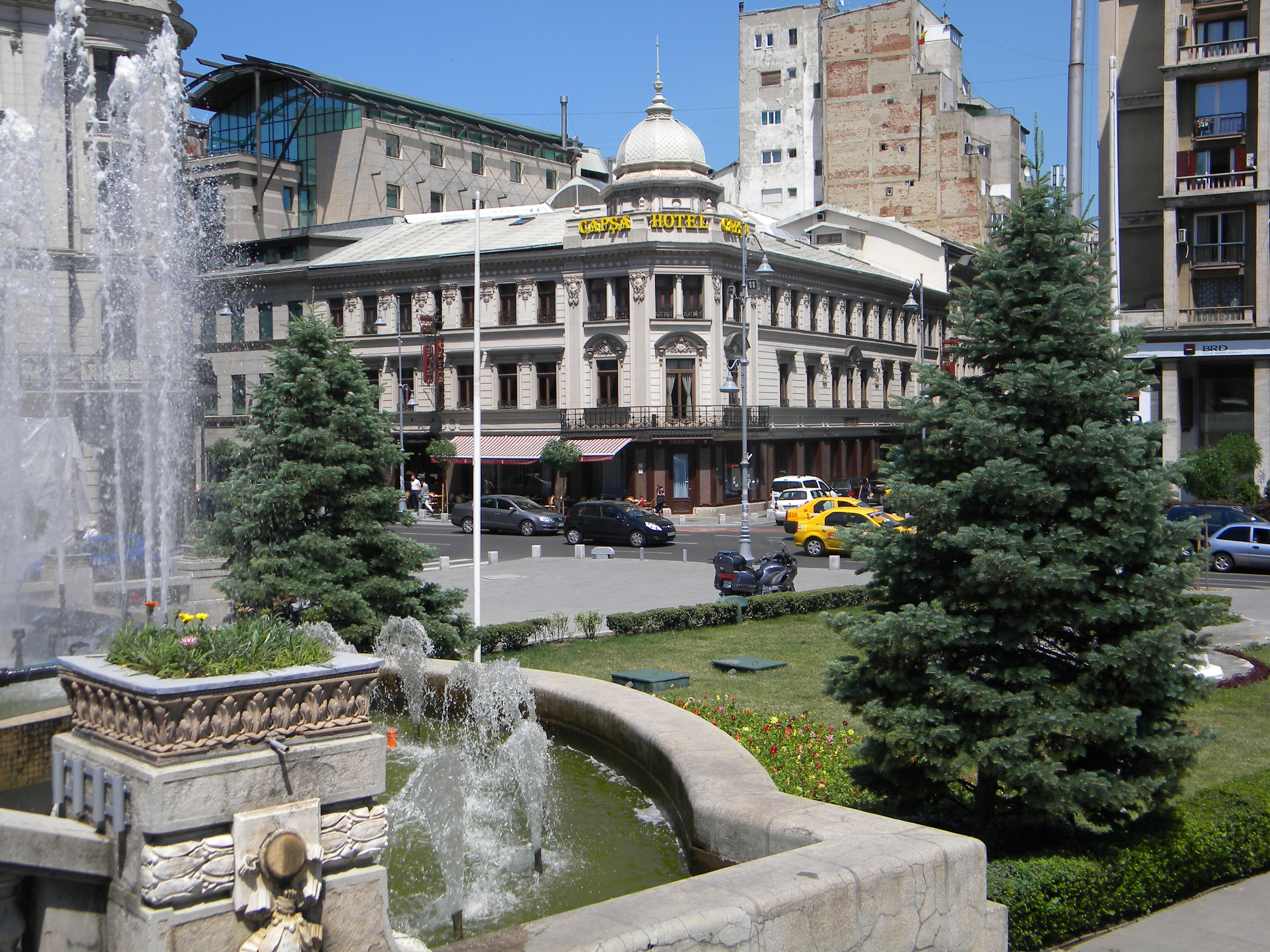
Casa Capșa

- Palácio do Círculo Militar Nacional (Palatul Cercului Militar Național ou simplesmente Cercul Militar Național) 44° 26' 6.3" N 26° 5' 49.5" E, um edifício neoclássico construído entre 1911 e 1923 como sede do Cercul Militar Național, o principal centro cultural das forças armadas romenas.[32][33]
- Grand Hôtel du Boulevard 44° 26' 4.71" N 26° 5' 53" E, inaugurado em 1873 com o nome de Hotel Herdan, tem o nome atual desde 1877. Foi projetado por Alexandru Orăscu, o arquiteto que projetou o edifício da Universidade de Bucareste. Era conhecido pela opulência das suas decorações e pela sua modernidade — foi o primeiro hotel de Bucareste com água canalizada em todos os quartos e em 1904 foi dotado de iluminação elétrica e elevador. Recebeu vários prémios internacionais no início do século XX e teve vários gerentes estrangeiros. Nele se realizavam importantes exposições de pintura e até à Segunda Guerra Mundial os seus bares, restaurantes e salões de dança eram frequentados pela alta sociedade local e pelo corpo diplomático. Entre 1941 e 1944 foi o quartel-general das tropas alemãs na Roménia e entre 1950 e 1974 foi um edifício governamental. Depois voltou a ser um hotel, que funcionou até 2008.[34][35] Adquirido pela cadeia internacional Corinthia, em 2018 estava em renovação, tendo sido anunciado que iria reabrir em 1 de dezembro de 2019, o dia nacional da Roménia.[36]
- Igreja Doamnei 44° 26' 4.3" N 26° 5' 56" E, um templo ortodoxo erigido em 1683 pela esposa de do príncipe da Valáquia Şerban Cantacuzino no local onde antes existia uma igreja de madeira mais antiga. É um exemplo notável da arquitetura de transição entre o período de Mateus Basarab (r. 1632–1654) e o estilo brâncovenesc, que se desenvolveu durante o reinado de Constantino Brâncoveanu (r. 1688–1714).[37] No interior destacam-se os frescos do século XVII do pintor grego Constantino Minos e do seu discípulo Ioan Zugravul.[38]
- Passagem Macca-Vilacrosse (Pasajul Macca-Vilacrosse) 44° 25' 59.1" N 26° 5' 55.3" E, uma arcada comercial que abriu em 1891 e onde funcionou a primeira bolsa de valores de Bucareste. No local existiu uma antiga estalagem (Hanul Câmpineanu), construída no início do século XIX. Ao longo do século XIX tornou-se um espaço comercial de luxo, onde também existiu um café com um palco onde havia espetáculos de dança cancã e cuplé e onde era organizado um baile semanal de sociedade popular entre a gente abastada da cidade. No piso superior chegou a existir um templo maçónico que foi visitado pelo rei Óscar II da Suécia na sua qualidade de grão-mestre da Grande Loja da Suécia. Entre 1950 e 1990 chamou-se Pasajul Bijuteria. Atualmente nela estão instalados sobretudo restaurantes e cafés com esplanadas, embora também haja algumas lojas.[39]
- Bucharest Financial Plaza 44° 25' 57.6" N 26° 5' 48.4" E, um edifício moderno de escritórios, um dos mais altos de Bucareste. Tem 18 andares, cada um com cerca de 30 000 m², e foi inaugurado em 1997 como sede do Bancorex, o maior banco da Roménia nos anos 1990, que faliu em 1999.
- Igreja Zlătari 44° 25' 56.5" N 26° 5' 51.4" E, um templo ortodoxo construído em 1850 no local onde existiu uma igreja de madeira erigida no início do século XVII, que foi substituída por outra de alvenaria em 1705.[40] A igreja tinha na sua posse terras, lojas e outros imóveis na área, tendo-se convertido numa das igrejas mais ricas da Valáquia. É conhecida principalmente por nela estar exposta a mão direita de São Cipriano, um santo muito popular entre os ortodoxos de Bucareste, que acorrem à igreja para esconjurar a má sorte, mau-olhado, feitiços e maldições ou em busca de curas milagrosas.[41] De estilo bizantino com influências de brâncovenesc, no interior destacam-se os ícones pintados por George Tattarascu entre 1853 e 1856.[42]
- Palácio CEC (Palatul CEC) 44° 25' 55" N 26° 5' 47" E, um edifício de estilo eclético construído entre 1896 e 1900 para sede do que era então o maior banco romeno, o Casa de Economii și Consemnațiuni, fundado em 1864 com o nome de Casa de Depuneri și Consemnațiuni e desde 2008 chamado oficialmente CEC Bank. A abreviatura CEC já era de uso comum antes da mudança oficial do nome. Projetado pelo arquiteto francês Paul Gottereau, apresenta semelhanças notáveis com o Petit Palais de Paris, construído para a Exposição Universal de 1900.[43][44]
- Museu Nacional de História da Roménia (Muzeul Național de Istorie a României) 44° 25' 53.5" N 26° 5' 50" E, instalado no Palácio dos Correios (Palatul Poștelor), um edifício de estilo eclético inaugurado em 1900 como sede dos serviços postais e telegráficos da Roménia. Entre 1970 e 1972 foi renovado para alojar a sede do Museu Nacional de História. No edifício funciona também um museu filatélico. O museu de história tem uma área de exposição de mais de 8 000 m² em cerca de 60 salas. As exposições permanentes têm artefatos, obras de arte, maquetas e plantas que cobrem toda a história da Roménia, desde a pré-história até à Idade Contemporânea. Destaca-se um modelo em gesso da Coluna de Trajano, as joias da Coroa Romena e o tesouro de Pietroasele. Este último é um conjunto de 22 peças em ouro góticas datadas do século IV ou V, encontradas em Pietroasele, na Munténia, que é dos mais famosos da arte dos povos germânicos.[45][46][47]

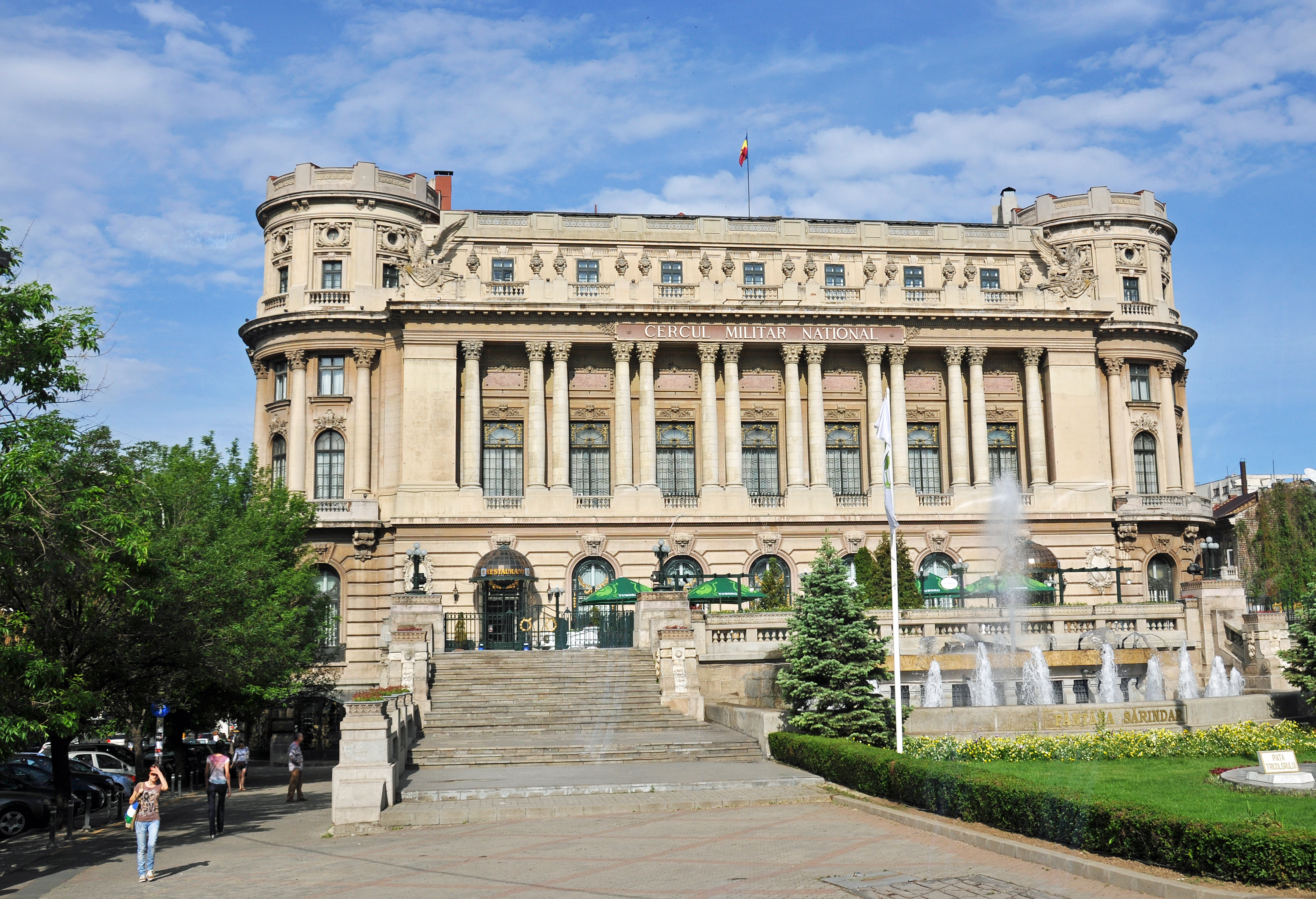
Círculo Militar Nacional
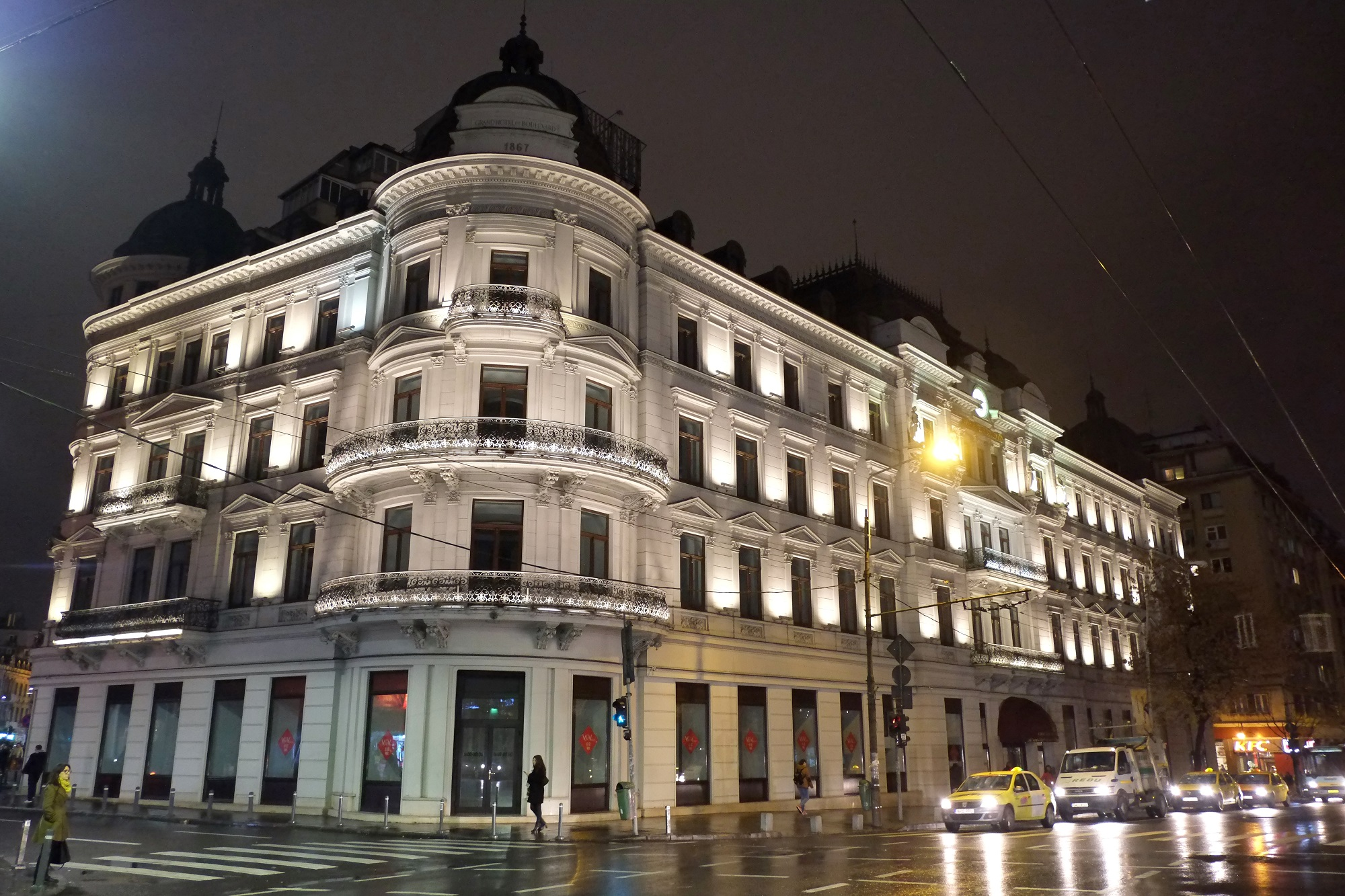
Grand Hôtel du Boulevard
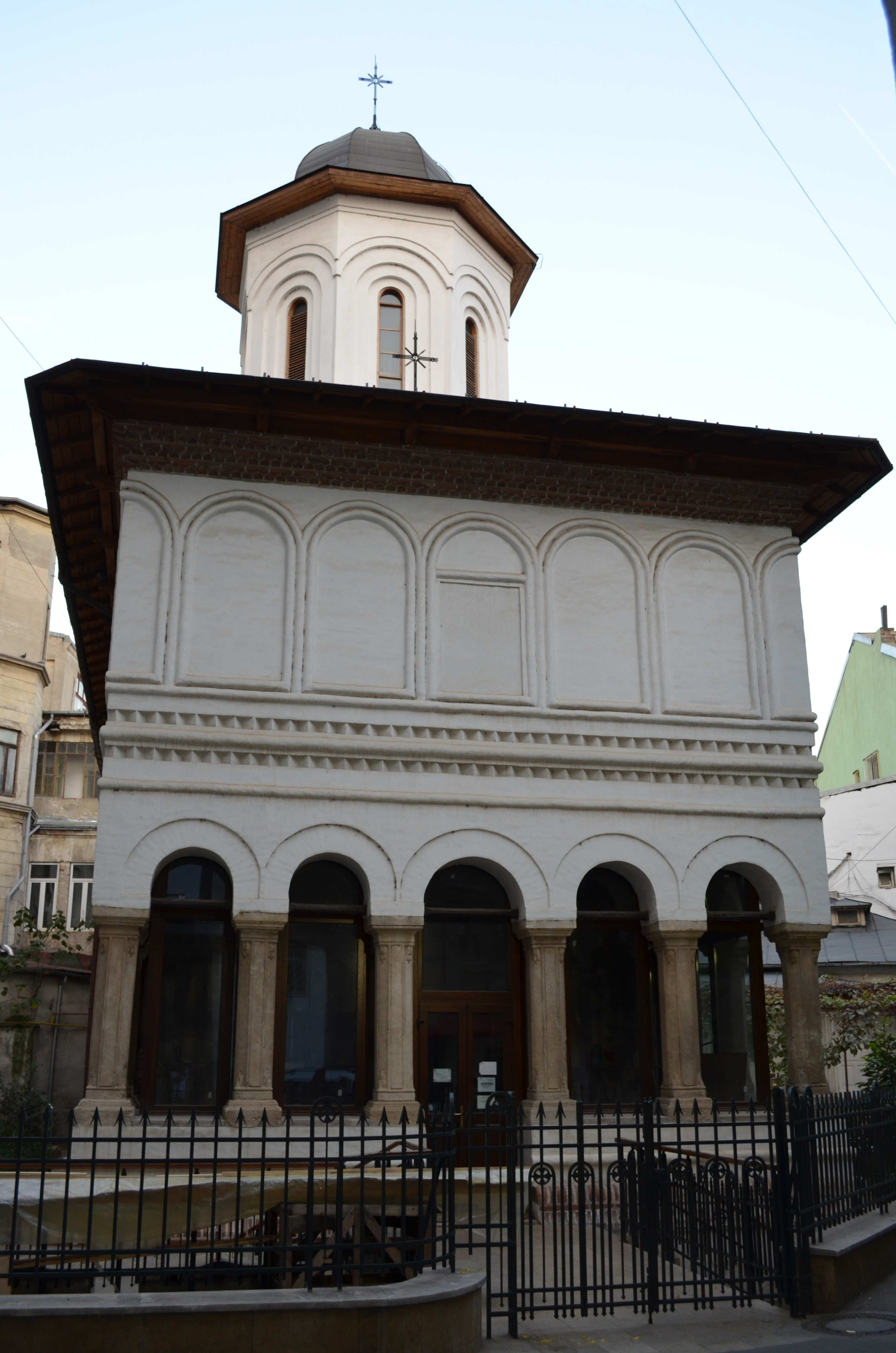
Igreja Doamnei
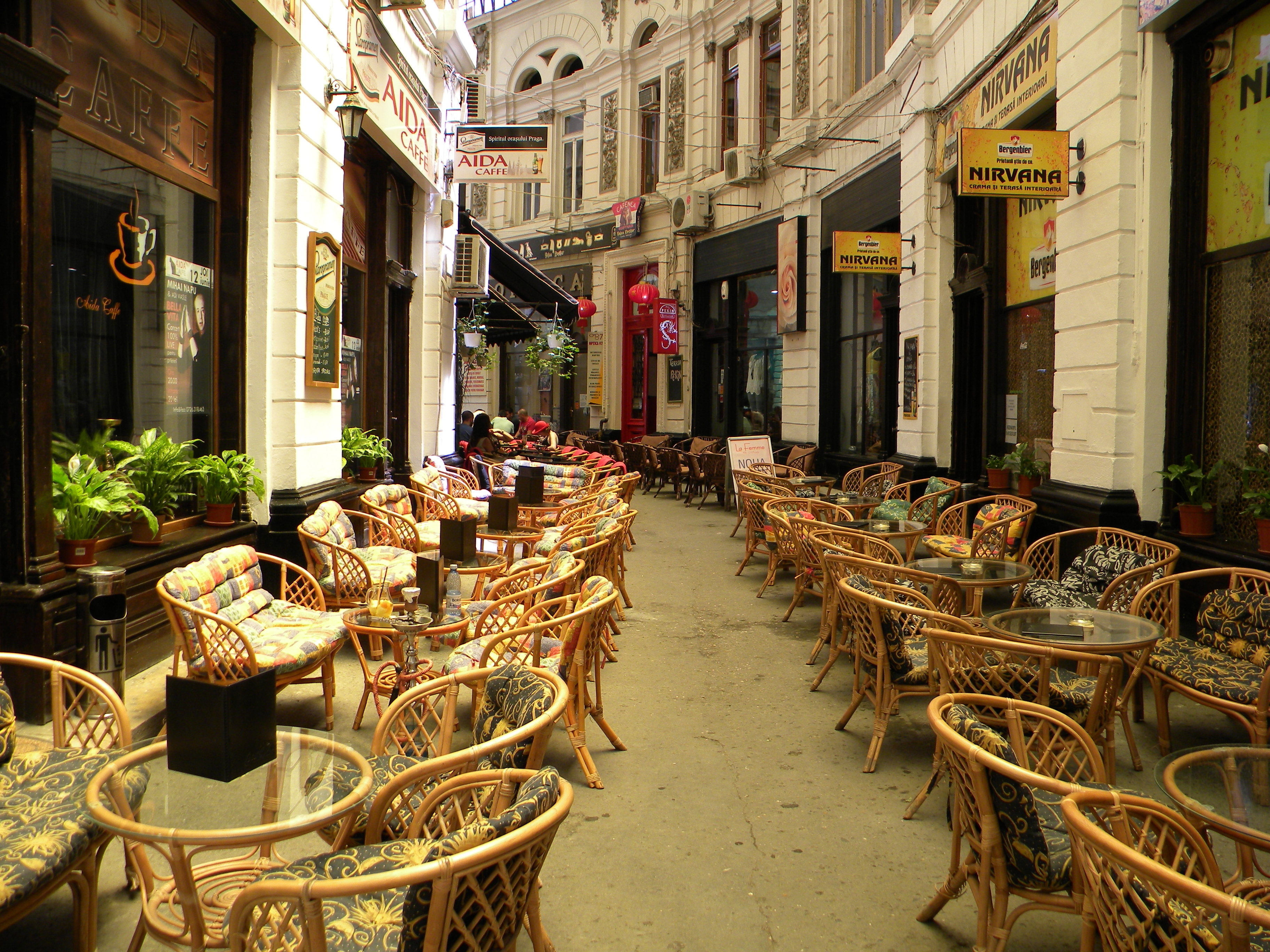
Passagem Macca-Vilacrosse
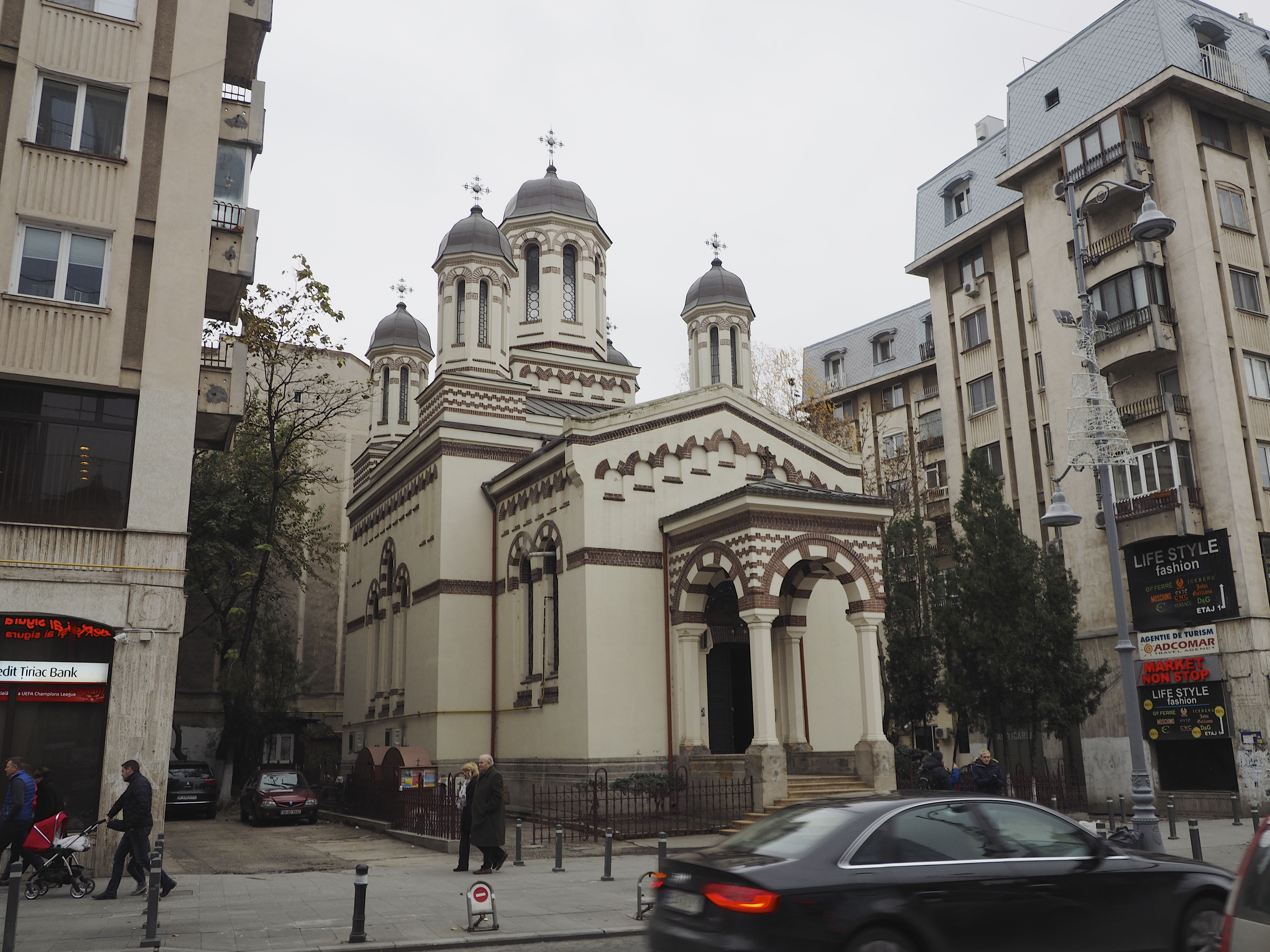
Igreja Zlătari
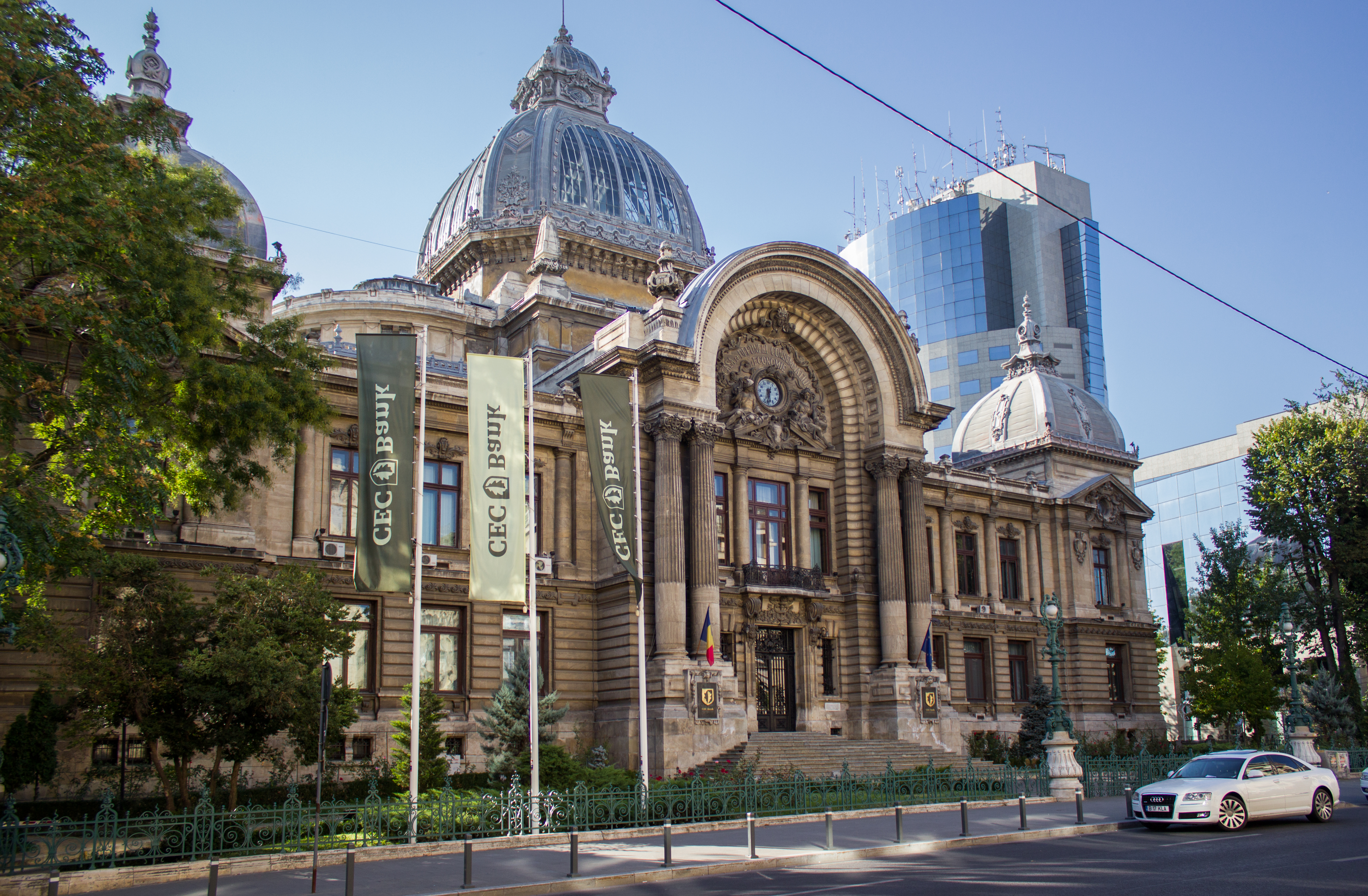
Palácio CEC
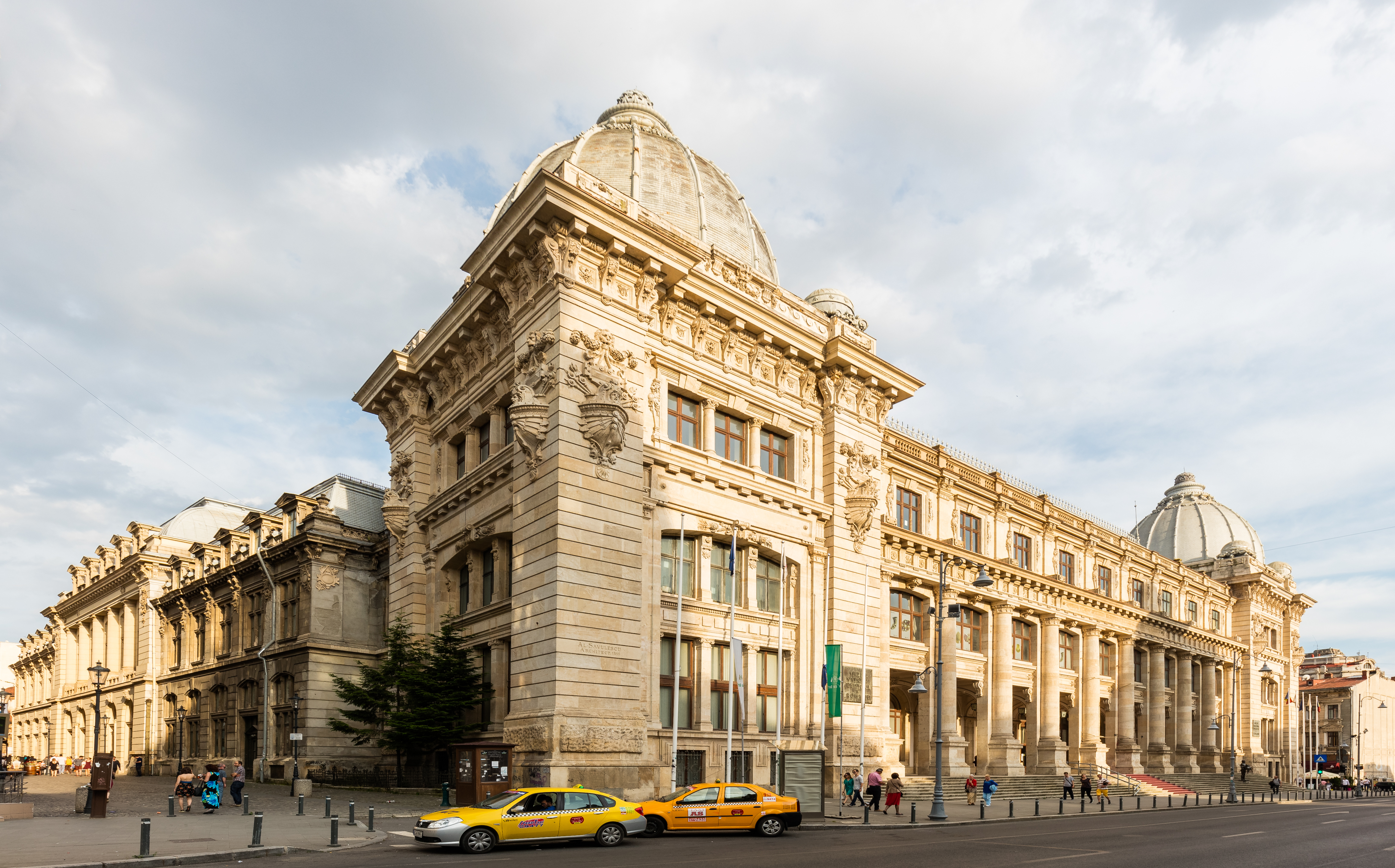
Museu Nacional de História da Roménia
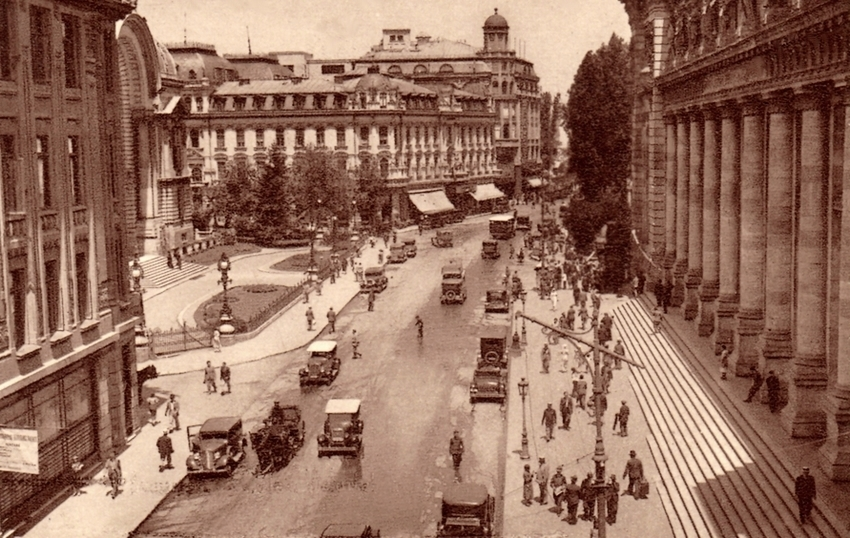
A Avenida Vitória nos anos 1940; à direita: Palácio dos Correios, atualmente o Museu Nacional de História da Roménia